# Palazzo Melzi d'Eril
Palazzo Melzi d'Eril è un palazzo storico di Milano situato in via Manin al civico 23, anticamente denominata contrada della Calvalchina.

## Storia e descrizione
Il palazzo fu costruito nel Settecento e completamente rinnovato nella facciata nel 1830 da Giacomo Moraglia. La decorazione della facciata è molto semplice: il pian terreno è in bugnato liscio con l'ingresso ad arco racchiuso tra due lesene che terminano sulla balconata principale del piano nobile. L'ingresso è inoltre decorato con bassorilievi nello spazio tra le lesene e l'arco e con una figura di un Ercole sulla chiave di volta. Le finestre ai piani superiori sono decorate da semplici modanature rettilinee.
Gli interni, decisamente più ricchi dell'esterno, risalgono invece alla prima costruzione neoclassica, compreso il cortile porticato a loggia architravata. Era celebre per la sua bellezza il giardino del palazzo, andato distrutto per la costruzione della sede della Montecatini negli anni '30 del Novecento..